# Elektrenai Ledo Rumai
Pour les articles homonymes, voir Ledo (homonymie).
L'Elektrenai Ledo Rumai (Palais de glace d'Elektrenai en lituanien) est une patinoire situé à Elektrėnai, en Lituanie.
Elle dispose de 2 000 places assises.
Le Ledo Rumai accueille les matchs du SC Energija.